# Mi mejor amigo
Mi mejor amigo (tiếng Anh: My Best Friend) là một bộ phim của Argentina, được viết và đạo diễn bởi Martín Deus, được phát hành vào ngày 8 tháng 11 năm 2018. Phim có sự tham gia của Angelo Mutti Spinetta và Lautaro Rodríguez.

## Nội dung
Lorenzo (Angelo Mutti Spinetta), một thiếu niên sống ở Patagonia, nhận Caíto (Lautaro Rodríguez), con trai của một số người bạn của gia đình đang trải qua một tình huống nghiêm trọng và không thể chăm sóc anh ta. Caíto là một thanh niên gặp khó khăn, khó thích nghi. Bất chấp sự khác biệt, họ có một tình bạn đặc biệt, nơi mỗi người học hỏi được nhiều điều từ người kia. Một ngày nọ Caíto nói với anh lý do thực sự tại sao anh phải rời khỏi nhà. Từ đó trở đi, Lorenzo sẽ phải chịu trách nhiệm về một bí mật quá nặng để thực hiện.

## Diễn viên
- Angelo Mutti Spinetta - Lorenzo
- Lautaro Rodríguez - Caíto
- Guillermo Pfening - Andrés
- Mariana Anghileri - Camila
- Benito Mutti Spinetta - Lucas

## Giải thưởng

### Tham gia
- 2018 — Roze Filmdagen | Amsterdam LGBTQ Filmfestival[1] (opening night)
- OUTshine Film Festival, Miami[2]
- 33 Lovers Film Festival, Torino[3]
- Puerto Rico Queer Film Fest[4]
- Cine Las Américas International Film Festival, Austin[5]
- Cannes Écrans Juniors 2018 (Won first place)[6]
- Frameline 42, San Francisco[7]
- OutFilm,  31st Connecticut LGBT Film Festival[8]
- San Sebastián Film Festival 2018: Best Film Nominated [9]